# Prometheum muratdaghense
Prometheum muratdaghense är en fetbladsväxtart som först beskrevs av Kit Tan, och fick sitt nu gällande namn av H. 't Hart. Prometheum muratdaghense ingår i släktet Prometheum och familjen fetbladsväxter. Inga underarter finns listade i Catalogue of Life.